# Сельсоветы Красноярского края
Сельсоветы — административно-территориальные единицы в составе районов Красноярского края, а также соответствующие муниципальные образования (сельские поселения) в соответствующих муниципальных районах.

## Описание
Согласно Закону от 10 июня 2010 года № 10-4763 «Об административно-территориальном устройстве Красноярского края» (ст. 6 ч. 5, ч. 6), сельсоветом является административно-территориальная единица, входящая в состав района края, состоящая из одного или нескольких территориально объединённых сельских населённых пунктов вместе с прилегающими к ним землями, необходимыми для развития и обслуживания данных населённых пунктов, и имеющая единый административный центр, административная граница сельсовета совпадает с границами сельсовета как муниципального образования.
Сельсоветы образованы в составе всех районов, за исключением Северо-Енисейского, Таймырского Долгано-Ненецкого и Эвенкийского (ст. 5 ч. 2, ч. 3, ст. 7 п. в) закона об административно-территориальном устройстве, ч. 34, 36, 44 разд. I перечня административно-территориальных и территориальных единиц.
Отсутствие сельских поселений под названием сельсоветы в составе Северо-Енисейского, Таймырского Долгано-Ненецкого и Эвенкийского муниципальных районов и отсутствие внутри Северо-Енисейского муниципального района муниципальных образований вообще закреплено:
- Федеральным законом № 6-ФКЗ «Об образовании в составе Российской Федерации нового субъекта Российской Федерации в результате объединения Красноярского края, Таймырского (Долгано-Ненецкого) автономного округа и Эвенкийского автономного округа» (ст. 5. ч. 3, ст. 17 ч. 1, ч. 4)[5];
- законами об образовании муниципальных районов[6][7][8];
- Уставами муниципальных районов[9][10][11];
- Уставом края (ст. 6 ч. 1, ст. 31 ч. 4)[12].

Особенности административно-территориального и муниципального устройства Таймырского Долгано-Ненецкого и Эвенкийского районов регулируются также Законом «Об административно-территориальных единицах с особым статусом».
У каждого района при этом собственная история упразднения сельсоветов.

## История
Сельсоветы на территории современного края, как и по всей РСФСР в рамках СССР, в основном стали создаваться с 1920-х годов. С распадом СССР Красноярский край и входившие в его состав Таймырский (Долгано-Ненецкий) и Эвенкийский автономные округа по-разному развивали государственную власть и местное самоуправление, административно-территориальное и муниципальное устройство. В Таймырском (Долгано-Ненецком) и Эвенкийском автономных округах роль сельсоветов была практически ослаблена уже до объединения с Красноярским краем с 1 января 2007 года. Наоборот, на территории собственно Красноярского края сельсоветы получили существенное развитие как объекты административно-территориального и муниципального устройства.

### Таймырский (Долгано-Ненецкий) автономный округ
Специальный закон, регулирующий административно-территориальное устройство Таймырского (Долгано-Ненецкого) автономного округа, отсутствовал.
В части Устава Таймырского (Долгано-Ненецкого) автономного округа, посвящённой административно-территориальному и муниципальному устройству, сельсоветы отсутствовали во всех редакциях (гл. 3 ст. 22).
Постановлениями администрации Таймырского (Долгано-Ненецкого) автономного округа № 492 от 5 декабря 2000 года и от 28 декабря 2000 года № 552 официально было утверждено преобразование сельсоветов в составе Хатангского района и, соответственно, на территории, подведомственной администрации города Дудинки, в сельские администрации. Постановление было отменено 4 января 2002 года как не соответствующее законодательству.
В Законе от 3 ноября 2004 года «Об установлении границ муниципальных образований Таймырского (Долгано-Ненецкого) автономного округа и наделении их статусом городских, сельских поселений, муниципального района» сельсоветы также отсутствовали в числе муниципальных образований, преобразуемых в сельские или входящих в городские поселения образуемого с 1 января 2005 года Таймырского Долгано-Ненецкого муниципального района, но указывались сельские населённые пункты, не являющиеся муниципальными образованиями (на территории, подведомственной администрации Дудинки) и объединённые общей территорией сельские населённые пункты (в Усть-Енисейском и Хатангском районах).
Как единицы статистического учёта сельсоветы фигурировали в сборнике по результатам переписи 2002 года (часть 14. Сельские населённые пункты) наряду с сельскими администрациями.
В ОКАТО как объекты административно-территориального устройства районы и сельсоветы автономного округа выделялись до 2011 года.

### Эвенкийский автономный округ
В части Устава Эвенкийского автономного округа, посвящённой административно-территориальному устройству, сельсоветы отсутствовали (разд. 3 ст. 14).
Согласно Закону «Об административно-территориальном устройстве Эвенкийского автономного округа» выделялись Куюмбинский, Ошаровский и Полигусовский сельсоветы (в составе Байкитского района), сельсоветы определялись как территориальные единицы, объединяющие территориально и экономически связанные между собой сельские поселения. Они вошли в состав образованного к 3 декабря 2006 года Эвенкийского района.
Остальные сельские населённые пункты не были организованы в сельсоветы.
Как муниципальные образования Байкитский и Тунгусско-Чунский районы были упразднены 19 декабря 2001 года, Илимпийский 11 апреля 2002 года.
Администрация рабочего (на тот момент) посёлка Туры и сельские администрации перешли в непосредственное подчинение округа.
Сельские поселения были образованы с 4 октября 2004 года и все получили названия вида муниципальное образование село (посёлок, посёлок городского типа): муниципальное образование посёлок городского типа Тура, муниципальное образование село Байкит, муниципальное образование посёлок Бурный, муниципальное образование село Мирюга, муниципальное образование посёлок Суломай, муниципальное образование посёлок Кузьмовка, муниципальное образование посёлок Суринда, муниципальное образование посёлок Ессей, муниципальное образование посёлок Кислокан, муниципальное образование посёлок Кузьмовка, муниципальное образование посёлок Ногинск, муниципальное образование посёлок Тутончаны, муниципальное образование посёлок Учами, муниципальное образование посёлок Чиринда, муниципальное образование посёлок Эконда, муниципальное образование посёлок Юкта, муниципальное образование село Ванавара, муниципальное образование посёлок Муторай, муниципальное образование посёлок Оскоба, муниципальное образование посёлок Чемдальск, муниципальное образование посёлок Стрелка-Чуня, в том числе сельские поселения, образованные в границах Куюмбинского, Ошаровского и Полигусовского сельсоветов, соответственно, муниципальное образование посёлок Куюмба, муниципальное образование посёлок Ошарово и муниципальное образование посёлок Полигус.
Эвенкийский муниципальный район был образован с 1 ноября 2004 года.
Посёлок Ногинск и соответствующее муниципальное образование были упразднены в декабре 2006 года.
С 21 апреля 2011 года уже в составе Красноярского края посёлок городского типа Тура был преобразован в сельский населённый пункт и сельское поселение стало называться посёлок Тура.
Сельсоветы выделялись как единицы статистического учёта до 2002 года. В ОКАТО упразднённые районы и сельсоветы как объекты административно-территориального устройства выделялись до 2011 года.

### Красноярский край
27 декабря 1995 года Законодательное собрание Красноярского края приняло Закон № 8-207 «Об административно-территориальном устройстве в Красноярском крае», который вступил в силу с 10 января 1996 года и действовал до 10 июня 2010 года.
Действие Закона не распространялось на административно-территориальное устройство автономных округов, специально оговаривалось, что административно-территориальное устройство автономных округов в составе края устанавливается данными округами.
Согласно ст. 5 районы определялись как совокупность районных городов, сельсоветов и посёлков, объединённых в территориальном отношении, а сельсоветы как совокупность нескольких сельских населённых пунктов. Тем самым, было закреплено упразднение Курейского сельсовета, находившегося в подчинении краевого (на тот момент) города Игарки.
Согласно ст. 4 сельсоветы, как и остальные административно-территориальные единицы, получили статус муниципальных образований.

#### Северо-Енисейский район
Северо-Енисейский район уже с середины 1990-х оформлялся как единое муниципальное и административно-территориальное образование (см. ниже).
8 декабря 1996 года на референдуме по объединению района в единое муниципальное образование населением был принят Устав Северо-Енисейского района.
3 июля 2001 года на втором референдуме за создание единого муниципального образования выступили 93,3 % избирателей, принявших участие в голосовании. 12 июля вступил в силу Закон от 26 июня 2001 года, по которому муниципальные образования, находящиеся в границах Северо-Енисейского района, были упразднены.
Несмотря на провозглашённый в 1996 и 2001 гг. статус «единого муниципального образования» (что в условиях тех лет означало в том числе единое административно-территориальное образование), до 2006 года выделялись как административно-территориальные единицы рабочие посёлки и сельсоветы, в том числе учитывались при переписи 2002 года.
В их границах предполагались городские и сельские поселения, в том числе 1 сельсовет (Новокаламинский).
На основании ч. 4 ст. 17 Федерального закона от 14 октября 2005 года 13 декабря 2005 года на сессии Законодательного собрания был принят Закон № 16-4196 «О внесении изменений в Закон края „Об установлении границ и наделении соответствующим статусом муниципального образования Северо-Енисейский район и образованных в его границах иных муниципальных образований“», подписанный 22 декабря, в соответствии с которым с 2006 года Северо-Енисейский район был утверждён как муниципальный район, в состав которого населённые пункты входят без образований поселений, единое муниципальное образование.
В ОКАТО сельсоветы выделялись до 2006 года, исключены они были на основании ст. 4 действовавшего на тот момент Закона об административно-территориальном устройстве от 27 декабря 1995 года.

### Объединение
17 апреля 2005 года состоялись референдумы Красноярского края, Таймырского (Долгано-Ненецкого) и Эвенкийского автономных округов по объединению регионов. В Красноярском крае проголосовали 92,44 %, в Таймырском (Долгано-Ненецком) автономном округе — 69,95 %, в Эвенкийском автономном округе — 79,87 %.
По результатам референдумов в соответствии с Федеральным законом № 6-ФКЗ новый регион был образован с 1 января 2007 года, в его состав Таймырский Долгано-Ненецкий и Эвенкийский районы вошли без образования сельсоветов, что было в течение нескольких лет закреплено различными законами (список см. выше).

## Списки сельсоветов
Сокращения
| - н.п. — населённый пункт - г. — город - пгт — посёлок городского типа - рп — рабочий посёлок | - с.н.п. — сельский населённый пункт - д. — деревня - пос. — посёлок - с. — село | - МР — муниципальный район - ГП — городское поселение - СП — сельское поселение |

### Сельсоветы Таймырского (Долгано-Ненецкого) автономного округа
| №  | Сельсовет       | Населённые пункты                               | Подчинение (до 01.01.2007)                                               | Муниципальное образование (с 01.01.2005)    | Комментарий |
| -- | --------------- | ----------------------------------------------- | ------------------------------------------------------------------------ | ------------------------------------------- | --- |
| 1  | Байкаловский    | пос. Байкаловск, Мунгуй                         | Усть-Енисейский район                                                    | СП Караул Таймырского Долгано-Ненецкого МР  | |
| 2  | Волочанский     | пос. Волочанка                                  | город окружного значения Дудинка                                         | ГП Дудинка Таймырского Долгано-Ненецкого МР | |
| 3  | Воронцовский    | пос. Воронцово, Кареповск                       | Усть-Енисейский район                                                    | СП Караул Таймырского Долгано-Ненецкого МР  | |
| 4  | Жданиховский    | пос. Жданиха                                    | Хатангский район                                                         | СП Хатанга Таймырского Долгано-Ненецкого МР | |
| 5  | Караульский     | с. Караул                                       | Усть-Енисейский район                                                    | СП Караул Таймырского Долгано-Ненецкого МР  | 1989: сельсовет преобразован в администрацию с. Караул, 1992: администрация упразднена, с. Караул передано в подчинение администрации района                                     |
| 6  | Катырыкский     | пос. Катырык                                    | Хатангский район                                                         | СП Хатанга Таймырского Долгано-Ненецкого МР | |
| 7  | Каякский        | пос. Каяк                                       | Хатангский район                                                         | СП Хатанга Таймырского Долгано-Ненецкого МР | |
| 8  | Крестовский     | пос. Кресты                                     | Хатангский район                                                         | СП Хатанга Таймырского Долгано-Ненецкого МР | |
| 9  | Левинский       | пос. Левинские Пески, Пшеничный Ручей (до 2000) | город окружного значения Дудинка                                         | ГП Дудинка Таймырского Долгано-Ненецкого МР | 2000: пос. Пшеничный Ручей введён в административно- территориальное подчинение г. Дудинки, впоследствии включён в черту города                                                  |
| 10 | Мессояхский     | пос. Тухард, Мессояха (до 2000)                 | до 2002: город окружного значения Дудинка, с 2002: Усть-Енисейский район | СП Караул Таймырского Долгано-Ненецкого МР  | 2000: пос. Мессояха передан в администрацию пос. Тухард (впоследствии включён в черту посёлка), 2002: администрация пос. Тухард передана в администрацию Усть-Енисейского района |
| 11 | Новинский       | пос. Новая                                      | Хатангский район                                                         | СП Хатанга Таймырского Долгано-Ненецкого МР | |
| 12 | Новорыбинский   | пос. Новорыбная                                 | Хатангский район                                                         | СП Хатанга Таймырского Долгано-Ненецкого МР | |
| 13 | Носковский      | пос. Носок, Поликарповск                        | Усть-Енисейский район                                                    | СП Караул Таймырского Долгано-Ненецкого МР  | |
| 14 | Попигайский     | пос. Попигай                                    | Хатангский район                                                         | СП Хатанга Таймырского Долгано-Ненецкого МР | |
| 15 | Потаповский     | пос. Потапово                                   | город окружного значения Дудинка                                         | ГП Дудинка Таймырского Долгано-Ненецкого МР | |
| 16 | Сындасский      | пос. Сындасско, Косистый (до 2000)              | Хатангский район                                                         | СП Хатанга Таймырского Долгано-Ненецкого МР | 2000: пос. Косистый упразднён |
| 17 | Усть-Авамский   | пос. Усть-Авам                                  | город окружного значения Дудинка                                         | ГП Дудинка Таймырского Долгано-Ненецкого МР | |
| 18 | Усть-Портовский | пос. Усть-Порт, Казанцево                       | Усть-Енисейский район                                                    | СП Караул Таймырского Долгано-Ненецкого МР  | |
| 19 | Хантайский      | пос. Хантайское Озеро                           | город окружного значения Дудинка                                         | ГП Дудинка Таймырского Долгано-Ненецкого МР | |
| 20 | Хатангский      | с. Хатанга                                      | Хатангский район                                                         | СП Хатанга Таймырского Долгано-Ненецкого МР | |
| 21 | Хетский         | пос. Хета                                       | Хатангский район                                                         | СП Хатанга Таймырского Долгано-Ненецкого МР | |

| № | Сельсовет    | Подчинение       | Комментарий                                  |
| - | ------------ | ---------------- | -------------------------------------------- |
| 1 | Косистинский | Хатангский район | пос. Косистый передан в Сындасский сельсовет |

### Сельсоветы Эвенкийского автономного округа
| № | Сельсовет     | Населённые пункты      | Район (до 03.12.2006) | Сельское поселение (с 01.11.2004) | Комментарий                            |
| - | ------------- | ---------------------- | --------------------- | --------------------------------- | -------------------------------------- |
| 1 | Куюмбинский   | пос. Куюмба, Усть-Камо | Байкитский            | посёлок Куюмба Эвенкийского МР    | 2017: пос. Усть-Камо упразднён         |
| 2 | Ошаровский    | пос. Ошарово, Таимба   | Байкитский            | посёлок Ошарово Эвенкийского МР   | 2017: пос. Таимба упразднён            |
| 3 | Полигусовский | пос. Полигус, Учами    | Байкитский            | посёлок Полигус Эвенкийского МР   | пос. Учами к 2010 фактически упразднён |

| №        | Сельсовет    | Территориальные единицы (населённые пункты) | Район (до 03.12.2006) | Сельские поселения (с 01.11.2004)                  | Комментарии                                   |
| -------- | ------------ | ------------------------------------------- | --------------------- | -------------------------------------------------- | --------------------------------------------- |
| 1        | Байкитский   | с. Байкит                                   | Байкитский            | село Байкит Эвенкийского МР                        |                                               |
| 2        | Бурнывский   | пос. Бурный                                 | Байкитский            | посёлок Бурный Эвенкийского МР                     |                                               |
| 3        | Ванаварский  | с. Ванавара                                 | Тунгусско-Чунский     | село Ванавара Эвенкийского МР                      |                                               |
| 4        | Ессейский    | пос. Ессей                                  | Илимпийский           | посёлок Ессей Эвенкийского МР                      |                                               |
| 5        | Кислоканский | пос. Кислокан                               | Илимпийский           | посёлок Кислокан Эвенкийского МР                   |                                               |
| 6        | Мирюгский    | с. Мирюга                                   | Байкитский            | село Мирюга Эвенкийского МР                        |                                               |
| 7        | Муторайский  | пос. Муторай                                | Тунгусско-Чунский     | посёлок Муторай Эвенкийского МР                    |                                               |
| 8        | Нидымский    | пос. Нидым                                  | Илимпийский           | посёлок Нидым Эвенкийского МР                      |                                               |
| 8.000001 | Ногинский    | пос. Ногинск                                | Илимпийский           | посёлок Ногинск Эвенкийского МР                    | 2006: посёлок и сельское поселение упразднены |
| 9        | Оскобский    | пос. Оскоба                                 | Тунгусско-Чунский     | посёлок Оскоба Эвенкийского МР                     |                                               |
| 10       | Суломайский  | пос. Суломай, Кузьмовка                     | Байкитский            | посёлок Суломай, посёлок Кузьмовка Эвенкийского МР |                                               |
| 11       | Суриндинский | пос. Суринда                                | Байкитский            | посёлок Суринда Эвенкийского МР                    |                                               |
| 12       | Тутончанский | пос. Тутончаны                              | Байкитский            | посёлок Тутончаны Эвенкийского МР                  |                                               |
| 13       | Учамский     | пос. Учами                                  | Илимпийский           | посёлок Учами Эвенкийского МР                      |                                               |
| 14       | Чемдальский  | пос. Чемдальск                              | Тунгусско-Чунский     | посёлок Чемдальск Эвенкийского МР                  |                                               |
| 15       | Чириндинский | пос. Чиринда                                | Илимпийский           | посёлок Чиринда Эвенкийского МР                    |                                               |
| 16       | Чунский      | пос. Стрелка-Чуня                           | Тунгусско-Чунский     | посёлок Стрелка-Чуня Эвенкийского МР               |                                               |
| 17       | Экондинский  | пос. Эконда                                 | Илимпийский           | посёлок Эконда Эвенкийского МР                     |                                               |
| 18       | Юктинский    | пос. Юкта                                   | Илимпийский           | посёлок Юкта Эвенкийского МР                       |                                               |

### Сельсоветы Красноярского края

#### Сельсоветы Северо-Енисейского района
| № | Сельсовет       | Населённые пункты                     | Предполагавшееся сельское поселение | Комментарий                                                                      |
| - | --------------- | ------------------------------------- | ----------------------------------- | -------------------------------------------------------------------------------- |
| 1 | Брянковский     | пос. Брянка, Пит-Городок (до 2005)    | посёлок Брянка                      | 2005: пос. Пит-Городок передан в межселенную территорию до упразднения поселений |
| 2 | Вангашский      | пос. Вангаш, Новоерудинский (до 2005) | посёлок Вангаш                      | пос. Новоерудинский передан в межселенную территорию до упразднения поселений    |
| 3 | Вельминский     | пос. Вельмо, д. Куромба (до 2005)     | посёлок Вельмо                      | д. Куромба передана в межселенную территорию до упразднения поселений            |
| 4 | Ерудинский      | пос. Еруда                            | посёлок Еруда                       | 2015: пос. Еруда упразднён                                                       |
| 5 | Новокаламинский | пос. Новая Калами, Енашимо            | Новокаламинский сельсовет           |                                                                                  |

#### Сельсоветы преобразованных районов
С декабря 2019 года в составе Красноярского края появились муниципальные округа.
Законом от 8 июля 2021 года № 11-5306 Пировский, Тюхтетский и Шарыповский районы и входящие в их состав сельсоветы ко 2 августа 2021 года были преобразованы, соответственно, в Пировский, Тюхтетский и Шарыповский округа.
| №  | Сельсовет         | Район       | Комментарий                                |
| -- | ----------------- | ----------- | ------------------------------------------ |
| 1  | Алтатский         | Пировский   | 2018: объединён с Кетским сельсоветом      |
| 2  | Берёзовский       | Шарыповский |                                            |
| 3  | Бушуйский         | Пировский   |                                            |
| 4  | Верх-Четский      | Тюхтетский  |                                            |
| 5  | Двинский          | Тюхтетский  | 2018: объединён с Леонтьевским сельсоветом |
| 6  | Зареченский       | Тюхтетский  |                                            |
| 7  | Ивановский        | Шарыповский |                                            |
| 8  | Икшурминский      | Пировский   |                                            |
| 9  | Кетский           | Пировский   |                                            |
| 10 | Кириковский       | Пировский   |                                            |
| 11 | Комаровский       | Пировский   |                                            |
| 12 | Красинский        | Тюхтетский  |                                            |
| 13 | Лазаревский       | Тюхтетский  |                                            |
| 14 | Леонтьевский      | Тюхтетский  |                                            |
| 15 | Новоалтатский     | Шарыповский |                                            |
| 16 | Новомитропольский | Тюхтетский  |                                            |
| 17 | Парнинский        | Шарыповский |                                            |
| 18 | Пировский         | Пировский   |                                            |
| 19 | Поваренкинский    | Тюхтетский  |                                            |
| 20 | Родниковский      | Шарыповский |                                            |
| 21 | Солоухинский      | Пировский   |                                            |
| 22 | Троицкий          | Пировский   |                                            |
| 23 | Тюхтетский        | Тюхтетский  |                                            |
| 24 | Холмогорский      | Шарыповский |                                            |
| 25 | Чайдинский        | Пировский   |                                            |
| 26 | Чиндатский        | Тюхтетский  |                                            |
| 27 | Шушенский         | Шарыповский |                                            |

#### Сельсоветы существующих административных и муниципальных районов
| №          | Сельсовет                   | Район            | Комментарий                                                                                   |
| ---------- | --------------------------- | ---------------- | --------------------------------------------------------------------------------------------- |
| 1          | Абалаковский                | Енисейский       |                                                                                               |
| 2          | Абанский                    | Абанский         |                                                                                               |
| 3          | Авдинский                   | Уярский          |                                                                                               |
| 4          | Агинский                    | Саянский         |                                                                                               |
| 5          | Айтатский                   | Большемуртинский |                                                                                               |
| 6          | Александро-Ершинский        | Дзержинский      |                                                                                               |
| 7          | Александровский             | Боготольский     |                                                                                               |
| 8          | Александровский             | Ирбейский        |                                                                                               |
| 9          | Александровский             | Казачинский      |                                                                                               |
| 10         | Александровский             | Нижнеингашский   |                                                                                               |
| 11         | Александровский             | Рыбинский        |                                                                                               |
| 12         | Алексеевский                | Курагинский      |                                                                                               |
| 13         | Амонашенский                | Канский          |                                                                                               |
| 14         | Амыльский                   | Каратузский      |                                                                                               |
| 15         | Анашенский                  | Новосёловский    |                                                                                               |
| 16         | Ангарский                   | Богучанский      |                                                                                               |
| 17         | Анцирский                   | Канский          |                                                                                               |
| 18         | Апано-Ключинский            | Абанский         |                                                                                               |
| 19         | Араданский                  | Ермаковский      |                                                                                               |
| 20         | Арефьевский                 | Бирилюсский      |                                                                                               |
| 21         | Артюгинский                 | Богучанский      |                                                                                               |
| 22         | Астафьевский                | Канский          |                                                                                               |
| 23         | Атамановский                | Сухобузимский    |                                                                                               |
| 24         | Балайский                   | Уярский          |                                                                                               |
| 25         | Балахтонский                | Козульский       |                                                                                               |
| 26         | Бараитский                  | Новосёловский    |                                                                                               |
| 27         | Бартатский                  | Большемуртинский |                                                                                               |
| 28         | Бархатовский                | Берёзовский      |                                                                                               |
| 29         | Беллыкский                  | Краснотуранский  |                                                                                               |
| 30         | Белоярский                  | Ачинский         |                                                                                               |
| 31         | Белякинский                 | Богучанский      |                                                                                               |
| 32         | Березовский                 | Абанский         |                                                                                               |
| 33         | Берёзовский                 | Большеулуйский   |                                                                                               |
| 34         | Березовский                 | Курагинский      |                                                                                               |
| 35         | Благовещенский              | Ирбейский        |                                                                                               |
| 36         | Бобровский                  | Большеулуйский   |                                                                                               |
| 37         | Боготольский                | Боготольский     |                                                                                               |
| 38         | Богуславский сельсовет      | Партизанский     |                                                                                               |
| 39         | Богучанский                 | Богучанский      |                                                                                               |
| 40         | Большеарбайский             | Саянский         |                                                                                               |
| 41         | Большеильбинский            | Саянский         |                                                                                               |
| 42         | Большеключинский            | Рыбинский        |                                                                                               |
| 43         | Большекнышинский            | Идринский        |                                                                                               |
| 44         | Большекосульский            | Боготольский     |                                                                                               |
| 45         | Большеничкинский            | Минусинский      |                                                                                               |
| 46         | Большесалбинский            | Идринский        |                                                                                               |
| 47         | Большесырский               | Балахтинский     |                                                                                               |
| 48         | Большетелекский             | Идринский        |                                                                                               |
| 49         | Большеулуйский              | Большеулуйский   |                                                                                               |
| 50         | Большеуринский              | Канский          |                                                                                               |
| 51         | Большехабыкский             | Идринский        |                                                                                               |
| 52         | Бородинский                 | Рыбинский        |                                                                                               |
| 53         | Борский                     | Сухобузимский    |                                                                                               |
| 54         | Борский                     | Туруханский      |                                                                                               |
| 55         | Брагинский                  | Курагинский      |                                                                                               |
| 56         | Браженский                  | Канский          |                                                                                               |
| 57         | Бычковский                  | Большеулуйский   |                                                                                               |
| 58         | Вагинский                   | Боготольский     |                                                                                               |
| 59         | Васильевский                | Ужурский         |                                                                                               |
| 60         | Вахрушевский                | Тасеевский       |                                                                                               |
| 61         | Верх-Амонашенский           | Канский          |                                                                                               |
| 62         | Верх-Казанский              | Большемуртинский |                                                                                               |
| 63         | Верхнеададымский            | Назаровский      |                                                                                               |
| 64         | Верхнеимбатский             | Туруханский      |                                                                                               |
| 65         | Верхнеингашский             | Нижнеингашский   |                                                                                               |
| 66         | Верхнекужебарский           | Каратузский      |                                                                                               |
| 67         | Верхнепашинский             | Енисейский       |                                                                                               |
| 68         | Верхнеуринский              | Ирбейский        |                                                                                               |
| 69         | Верхнеусинский              | Ермаковский      |                                                                                               |
| 70         | Вершино-Рыбинский сельсовет | Партизанский     |                                                                                               |
| 71         | Веселовский                 | Тасеевский       |                                                                                               |
| 72         | Вознесенский                | Абанский         |                                                                                               |
| 73         | Вознесенский                | Берёзовский      |                                                                                               |
| 74         | Вознесенский                | Саянский         |                                                                                               |
| 75         | Вороговский                 | Туруханский      |                                                                                               |
| 76         | Вороковский                 | Казачинский      |                                                                                               |
| 77         | Восточенский                | Краснотуранский  |                                                                                               |
| 78         | Восточный                   | Уярский          |                                                                                               |
| 79         | Выезжелогский               | Манский          |                                                                                               |
| 80         | Высокогорский               | Енисейский       |                                                                                               |
| 81         | Высотинский                 | Сухобузимский    |                                                                                               |
| 82         | Галанинский                 | Казачинский      |                                                                                               |
| 83         | Гаревский                   | Емельяновский    |                                                                                               |
| 84         | Георгиевский                | Канский          |                                                                                               |
| 85         | Гладковский                 | Саянский         |                                                                                               |
| 86         | Гляденский                  | Назаровский      |                                                                                               |
| 87         | Говорковский                | Богучанский      |                                                                                               |
| 88         | Горный                      | Ачинский         |                                                                                               |
| 89         | Городищенский               | Енисейский       |                                                                                               |
| 90         | Городокский                 | Минусинский      |                                                                                               |
| 91         | Григорьевский               | Ермаковский      |                                                                                               |
| 92         | Громадский                  | Уярский          |                                                                                               |
| 93         | Грузенский                  | Балахтинский     |                                                                                               |
| 94         | Далайский                   | Иланский         |                                                                                               |
| 94.000001  | Дворецкий                   | Кежемский        | 2014: упразднены сельское поселение и административно- территориальная единица                |
| 95         | Двуреченский                | Рыбинский        |                                                                                               |
| 96         | Денисовский                 | Дзержинский      |                                                                                               |
| 97         | Детловский                  | Курагинский      |                                                                                               |
| 98         | Дзержинский                 | Дзержинский      |                                                                                               |
| 99         | Добромысловский             | Идринский        |                                                                                               |
| 100        | Долгомостовский             | Абанский         |                                                                                               |
| 101        | Дороховский                 | Назаровский      |                                                                                               |
| 102        | Дудовский                   | Казачинский      |                                                                                               |
| 103        | Екатерининский              | Идринский        |                                                                                               |
| 104        | Еловский                    | Балахтинский     |                                                                                               |
| 105        | Еловский                    | Большемуртинский |                                                                                               |
| 106        | Еловский                    | Емельяновский    |                                                                                               |
| 107        | Ельниковский                | Иланский         |                                                                                               |
| 108        | Ентаульский                 | Большемуртинский |                                                                                               |
| 109        | Епишинский                  | Енисейский       |                                                                                               |
| 110        | Ермаковский                 | Ермаковский      |                                                                                               |
| 111        | Есаульский                  | Берёзовский      |                                                                                               |
| 112        | Жеблахтинский               | Ермаковский      |                                                                                               |
| 113        | Железнодорожный             | Енисейский       |                                                                                               |
| 114        | Жерлыкский                  | Минусинский      |                                                                                               |
| 115        | Жуковский                   | Козульский       |                                                                                               |
| 116        | Заледеевский                | Кежемский        |                                                                                               |
| 117        | Заозерновский               | Абанский         |                                                                                               |
| 118        | Захаровский                 | Казачинский      |                                                                                               |
| 119        | Зачулымский                 | Бирилюсский      |                                                                                               |
| 120        | Зеледеевский                | Емельяновский    |                                                                                               |
| 121        | Златоруновский              | Ужурский         |                                                                                               |
| 122        | Знаменский                  | Минусинский      |                                                                                               |
| 123        | Зотинский                   | Туруханский      |                                                                                               |
| 124        | Зыковский                   | Берёзовский      |                                                                                               |
| 125        | Ивановский                  | Ермаковский      |                                                                                               |
| 126        | Ивановский                  | Ирбейский        |                                                                                               |
| 127        | Ивановский                  | Нижнеингашский   |                                                                                               |
| 128        | Ивановский                  | Партизанский     |                                                                                               |
| 129        | Иджинский                   | Шушенский        |                                                                                               |
| 130        | Идринский                   | Идринский        |                                                                                               |
| 131        | Изумрудновский              | Ирбейский        |                                                                                               |
| 132        | Ильинский                   | Ужурский         |                                                                                               |
| 133        | Ильичёвский                 | Шушенский        |                                                                                               |
| 134        | Имбежский                   | Партизанский     |                                                                                               |
| 135        | Имбинский                   | Кежемский        |                                                                                               |
| 136        | Имисский                    | Курагинский      |                                                                                               |
| 137        | Иннокентьевский             | Партизанский     |                                                                                               |
| 138        | Ирбейский                   | Ирбейский        |                                                                                               |
| 139        | Ирбинский                   | Кежемский        |                                                                                               |
| 140        | Кавказский                  | Минусинский      |                                                                                               |
| 141        | Казанцевский                | Шушенский        |                                                                                               |
| 142        | Казачинский                 | Казачинский      |                                                                                               |
| 143        | Камарчагский                | Манский          |                                                                                               |
| 144        | Каменский                   | Манский          |                                                                                               |
| 145        | Канифольнинский             | Нижнеингашский   |                                                                                               |
| 146        | Каптыревский                | Шушенский        |                                                                                               |
| 147        | Карапсельский               | Иланский         |                                                                                               |
| 148        | Каратузский                 | Каратузский      |                                                                                               |
| 149        | Касьяновский                | Нижнеингашский   |                                                                                               |
| 150        | Качульский                  | Каратузский      |                                                                                               |
| 150.000002 | Кежемский                   | Кежемский        | 2013: упразднено сельское поселение; 2014: упразднена административно-территориальная единица |
| 151        | Кирсантьевский              | Мотыгинский      |                                                                                               |
| 152        | Кирчиженский                | Бирилюсский      |                                                                                               |
| 153        | Кияйский                    | Манский          |                                                                                               |
| 154        | Ключинский                  | Ачинский         |                                                                                               |
| 155        | Кожановский                 | Балахтинский     |                                                                                               |
| 156        | Кожелакский                 | Партизанский     |                                                                                               |
| 157        | Колбинский                  | Манский          |                                                                                               |
| 158        | Комский                     | Новосёловский    |                                                                                               |
| 159        | Кононовский                 | Сухобузимский    |                                                                                               |
| 160        | Кордовский                  | Курагинский      |                                                                                               |
| 161        | Кортузский                  | Краснотуранский  |                                                                                               |
| 162        | Кочергинский                | Курагинский      |                                                                                               |
| 163        | Красненский                 | Балахтинский     |                                                                                               |
| 164        | Красногорьевский            | Богучанский      |                                                                                               |
| 165        | Красногорьевский            | Рыбинский        |                                                                                               |
| 166        | Краснозаводской             | Боготольский     |                                                                                               |
| 167        | Краснокурышинский           | Канский          |                                                                                               |
| 168        | Краснополянский             | Назаровский      |                                                                                               |
| 169        | Красносопкинский            | Назаровский      |                                                                                               |
| 170        | Краснотуранский             | Краснотуранский  |                                                                                               |
| 171        | Кривлякский                 | Енисейский       |                                                                                               |
| 172        | Критовский                  | Боготольский     |                                                                                               |
| 173        | Крутоярский                 | Ужурский         |                                                                                               |
| 174        | Кулаковский                 | Мотыгинский      |                                                                                               |
| 175        | Кулижниковский              | Саянский         |                                                                                               |
| 176        | Кулунский                   | Ужурский         |                                                                                               |
| 177        | Курайский                   | Дзержинский      |                                                                                               |
| 177.000003 | Курбатовский                | Казачинский      | 2015: объединён с Казачинским сельсоветом                                                     |
| 178        | Курежский                   | Идринский        |                                                                                               |
| 179        | Курский                     | Курагинский      |                                                                                               |
| 180        | Кучердаевский               | Иланский         |                                                                                               |
| 181        | Кучеровский                 | Нижнеингашский   |                                                                                               |
| 182        | Кытатский                   | Большеулуйский   |                                                                                               |
| 183        | Лазурненский                | Козульский       |                                                                                               |
| 184        | Лапшихинский                | Ачинский         |                                                                                               |
| 185        | Лебедевский                 | Каратузский      |                                                                                               |
| 186        | Лебяженский                 | Краснотуранский  |                                                                                               |
| 187        | Легостаевский               | Новосёловский    |                                                                                               |
| 188        | Локшинский                  | Ужурский         |                                                                                               |
| 189        | Лугавский                   | Минусинский      |                                                                                               |
| 190        | Луговатский                 | Енисейский       |                                                                                               |
| 191        | Маганский                   | Берёзовский      |                                                                                               |
| 192        | Майский                     | Енисейский       |                                                                                               |
| 193        | Майский                     | Идринский        |                                                                                               |
| 194        | Маковский                   | Енисейский       |                                                                                               |
| 195        | Малиновский                 | Ачинский         |                                                                                               |
| 196        | Малиновский                 | Саянский         |                                                                                               |
| 197        | Малобельский                | Енисейский       |                                                                                               |
| 198        | Маловский                   | Ирбейский        |                                                                                               |
| 199        | Малоимышский                | Ужурский         |                                                                                               |
| 200        | Малокамалинский             | Рыбинский        |                                                                                               |
| 201        | Малокетский                 | Бирилюсский      |                                                                                               |
| 202        | Маломинусинский             | Минусинский      |                                                                                               |
| 203        | Малохабыкский               | Идринский        |                                                                                               |
| 204        | Манзенский                  | Богучанский      |                                                                                               |
| 205        | Марининский                 | Курагинский      |                                                                                               |
| 206        | Маталасский                 | Бирилюсский      |                                                                                               |
| 207        | Машуковский                 | Мотыгинский      |                                                                                               |
| 208        | Межовский                   | Большемуртинский |                                                                                               |
| 209        | Межовский                   | Саянский         |                                                                                               |
| 210        | Мельничный                  | Ирбейский        |                                                                                               |
| 211        | Мигнинский                  | Ермаковский      |                                                                                               |
| 212        | Миндерлинский               | Сухобузимский    |                                                                                               |
| 213        | Мининский                   | Емельяновский    |                                                                                               |
| 214        | Минский                     | Партизанский     |                                                                                               |
| 215        | Михайловский                | Дзержинский      |                                                                                               |
| 215.000004 | Михайловский                | Емельяновский    | 2018: объединён с сельсоветом Памяти 13 Борцов                                                |
| 216        | Михайловский                | Ужурский         |                                                                                               |
| 217        | Можарский                   | Курагинский      |                                                                                               |
| 218        | Мокрушинский                | Казачинский      |                                                                                               |
| 219        | Мокрушинский                | Канский          |                                                                                               |
| 220        | Момотовский                 | Казачинский      |                                                                                               |
| 221        | Моторский                   | Каратузский      |                                                                                               |
| 222        | Муринский                   | Курагинский      |                                                                                               |
| 223        | Нагорновский                | Саянский         |                                                                                               |
| 224        | Налобинский                 | Рыбинский        |                                                                                               |
| 225        | Нарвинский                  | Манский          |                                                                                               |
| 226        | Нахвальский                 | Сухобузимский    |                                                                                               |
| 227        | Невонский                   | Богучанский      |                                                                                               |
| 228        | Недокурский                 | Кежемский        |                                                                                               |
| 229        | Нижнекужебарский            | Каратузский      |                                                                                               |
| 230        | Нижнекурятский              | Каратузский      |                                                                                               |
| 231        | Нижнесуэтукский             | Ермаковский      |                                                                                               |
| 232        | Нижнетанайский              | Дзержинский      |                                                                                               |
| 233        | Нижнетерянский              | Богучанский      |                                                                                               |
| 234        | Никольский                  | Абанский         |                                                                                               |
| 235        | Никольский                  | Емельяновский    |                                                                                               |
| 236        | Никольский                  | Идринский        |                                                                                               |
| 237        | Новинский                   | Рыбинский        |                                                                                               |
| 237.000005 | Ново-Кежемский              | Кежемский        | 2013: упразднено сельское поселение; 2014: упразднена административно-территориальная единица |
| 238        | Новоалександровский         | Нижнеингашский   |                                                                                               |
| 239        | Новоангарский               | Мотыгинский      |                                                                                               |
| 240        | Новоберезовский             | Идринский        |                                                                                               |
| 241        | Новобирилюсский             | Бирилюсский      |                                                                                               |
| 242        | Новогородокский             | Енисейский       |                                                                                               |
| 243        | Новогородский               | Иланский         |                                                                                               |
| 244        | Новоеловский                | Большеулуйский   |                                                                                               |
| 245        | Новокамалинский             | Рыбинский        |                                                                                               |
| 246        | Новокаргинский              | Енисейский       |                                                                                               |
| 247        | Новоназимовский             | Енисейский       |                                                                                               |
| 248        | Новониколаевский            | Иланский         |                                                                                               |
| 249        | Новоникольский              | Большеулуйский   |                                                                                               |
| 250        | Новопокровский              | Иланский         |                                                                                               |
| 251        | Новополтавский              | Ермаковский      |                                                                                               |
| 252        | Новопятницкий               | Уярский          |                                                                                               |
| 253        | Новосёловский               | Новосёловский    |                                                                                               |
| 254        | Новосолянский               | Рыбинский        |                                                                                               |
| 255        | Новосыдинский               | Краснотуранский  |                                                                                               |
| 256        | Новотроицкий                | Идринский        |                                                                                               |
| 257        | Новотроицкий                | Казачинский      |                                                                                               |
| 258        | Новотроицкий                | Минусинский      |                                                                                               |
| 259        | Новоуспенский               | Абанский         |                                                                                               |
| 260        | Новохайский                 | Богучанский      |                                                                                               |
| 261        | Новочернореченский          | Козульский       |                                                                                               |
| 262        | Огурский                    | Балахтинский     |                                                                                               |
| 263        | Озерновский                 | Енисейский       |                                                                                               |
| 264        | Озероучумский               | Ужурский         |                                                                                               |
| 265        | Ойский                      | Ермаковский      |                                                                                               |
| 266        | Октябрьский                 | Богучанский      |                                                                                               |
| 267        | Орджоникидзевский           | Мотыгинский      |                                                                                               |
| 268        | Орешенский                  | Манский          |                                                                                               |
| 269        | Орловский                   | Бирилюсский      |                                                                                               |
| 270        | Орловский                   | Дзержинский      |                                                                                               |
| 271        | Орьевский                   | Саянский         |                                                                                               |
| 272        | Осиновомысский              | Богучанский      |                                                                                               |
| 273        | Отношенский                 | Казачинский      |                                                                                               |
| 274        | Отрокский                   | Идринский        |                                                                                               |
| 275        | Павловский                  | Назаровский      |                                                                                               |
| 276        | Павловский                  | Нижнеингашский   |                                                                                               |
| 277        | Памяти 13 Борцов            | Емельяновский    |                                                                                               |
| 277.000006 | Пановский                   | Кежемский        | 2014: упразднены сельское поселение и административно- территориальная единица                |
| 277.000007 | Партизанский                | Мотыгинский      | 2018: упразднено сельское поселение; 2021: упразднены административно-территориальная единица |
| 278        | Партизанский                | Партизанский     |                                                                                               |
| 279        | Первомайский                | Мотыгинский      |                                                                                               |
| 280        | Первоманский                | Манский          |                                                                                               |
| 281        | Переясловский               | Рыбинский        |                                                                                               |
| 282        | Петропавловский             | Абанский         |                                                                                               |
| 283        | Петропавловский             | Балахтинский     |                                                                                               |
| 284        | Петропавловский             | Ирбейский        |                                                                                               |
| 285        | Пинчугский                  | Богучанский      |                                                                                               |
| 286        | Плотбищенский               | Енисейский       |                                                                                               |
| 287        | Погодаевский                | Енисейский       |                                                                                               |
| 288        | Подгорновский               | Енисейский       |                                                                                               |
| 289        | Подсопочный                 | Сухобузимский    |                                                                                               |
| 290        | Подсосенский                | Назаровский      |                                                                                               |
| 291        | Пойловский                  | Курагинский      |                                                                                               |
| 292        | Поканаевский                | Нижнеингашский   |                                                                                               |
| 293        | Покатеевский                | Абанский         |                                                                                               |
| 294        | Покровский                  | Абанский         |                                                                                               |
| 295        | Полевской                   | Бирилюсский      |                                                                                               |
| 296        | Потаповский                 | Енисейский       |                                                                                               |
| 297        | Почетский                   | Абанский         |                                                                                               |
| 298        | Предивинский                | Большемуртинский |                                                                                               |
| 299        | Преображенский              | Назаровский      |                                                                                               |
| 300        | Преображенский              | Ачинский         |                                                                                               |
| 301        | Прилужский                  | Ужурский         |                                                                                               |
| 302        | Приморский                  | Балахтинский     |                                                                                               |
| 303        | Приреченский                | Ужурский         |                                                                                               |
| 304        | Прихолмский                 | Минусинский      |                                                                                               |
| 305        | Причулымский                | Ачинский         |                                                                                               |
| 305.000008 | Проспихинский               | Кежемский        | 2013: упразднено сельское поселение; 2014: упразднена административно-территориальная единица |
| 306        | Проточенский                | Бирилюсский      |                                                                                               |
| 307        | Пятковский                  | Казачинский      |                                                                                               |
| 308        | Раздольненский              | Большемуртинский |                                                                                               |
| 309        | Разъезженский               | Ермаковский      |                                                                                               |
| 310        | Рассветовский               | Бирилюсский      |                                                                                               |
| 311        | Ровненский                  | Балахтинский     |                                                                                               |
| 312        | Рождественский              | Казачинский      |                                                                                               |
| 313        | Романовский                 | Идринский        |                                                                                               |
| 314        | Российский                  | Большемуртинский |                                                                                               |
| 315        | Рощинский                   | Курагинский      |                                                                                               |
| 316        | Рощинский                   | Уярский          |                                                                                               |
| 317        | Рудянский                   | Канский          |                                                                                               |
| 318        | Рыбинский                   | Мотыгинский      |                                                                                               |
| 319        | Рыбинский                   | Рыбинский        |                                                                                               |
| 320        | Сагайский                   | Каратузский      |                                                                                               |
| 321        | Салбинский                  | Ермаковский      |                                                                                               |
| 322        | Салбинский                  | Краснотуранский  |                                                                                               |
| 323        | Самойловский                | Абанский         |                                                                                               |
| 324        | Сахаптинский                | Назаровский      |                                                                                               |
| 325        | Саянский                    | Краснотуранский  |                                                                                               |
| 326        | Светлогорский               | Туруханский      |                                                                                               |
| 327        | Светлолобовский             | Новосёловский    |                                                                                               |
| 328        | Селиванихинский             | Минусинский      |                                                                                               |
| 329        | Семенниковский              | Ермаковский      |                                                                                               |
| 330        | Сергеевский                 | Ирбейский        |                                                                                               |
| 331        | Сивохинский                 | Тасеевский       |                                                                                               |
| 332        | Сизинский                   | Шушенский        |                                                                                               |
| 333        | Синеборский                 | Шушенский        |                                                                                               |
| 334        | Соколовский                 | Иланский         |                                                                                               |
| 335        | Соколовский                 | Нижнеингашский   |                                                                                               |
| 336        | Солгонский                  | Ужурский         |                                                                                               |
| 337        | Солонцовский                | Емельяновский    |                                                                                               |
| 338        | Сотниковский                | Канский          |                                                                                               |
| 339        | Среднеагинский              | Саянский         |                                                                                               |
| 340        | Старокопский                | Каратузский      |                                                                                               |
| 341        | Степановский                | Ирбейский        |                                                                                               |
| 342        | Степно-Баджейский           | Манский          |                                                                                               |
| 343        | Степновский                 | Назаровский      |                                                                                               |
| 344        | Стойбинский                 | Партизанский     |                                                                                               |
| 345        | Стретенский                 | Нижнеингашский   |                                                                                               |
| 346        | Субботинский                | Шушенский        |                                                                                               |
| 347        | Суриковский                 | Бирилюсский      |                                                                                               |
| 348        | Сухобузимский               | Сухобузимский    |                                                                                               |
| 349        | Суховский                   | Тасеевский       |                                                                                               |
| 350        | Сухонойский                 | Уярский          |                                                                                               |
| 351        | Сучковский                  | Большеулуйский   |                                                                                               |
| 352        | Сушиновский                 | Уярский          |                                                                                               |
| 353        | Сымский                     | Енисейский       |                                                                                               |
| 354        | Тагарский                   | Кежемский        |                                                                                               |
| 355        | Таёженский                  | Канский          |                                                                                               |
| 355.000009 | Таёжинский                  | Кежемский        | 2018: упразднено сельское поселение; 2021: упразднена административно-территориальная единица |
| 356        | Таёжнинский                 | Богучанский      |                                                                                               |
| 357        | Такучетский                 | Богучанский      |                                                                                               |
| 358        | Талажанский                 | Казачинский      |                                                                                               |
| 359        | Таловский                   | Большемуртинский |                                                                                               |
| 360        | Тальский                    | Емельяновский    |                                                                                               |
| 361        | Тальский                    | Ирбейский        |                                                                                               |
| 362        | Танзыбейский                | Ермаковский      |                                                                                               |
| 363        | Тарутинский                 | Ачинский         |                                                                                               |
| 364        | Тасеевский                  | Тасеевский       |                                                                                               |
| 365        | Таскинский                  | Каратузский      |                                                                                               |
| 366        | Таятский                    | Каратузский      |                                                                                               |
| 367        | Терский                     | Канский          |                                                                                               |
| 368        | Тесинский                   | Минусинский      |                                                                                               |
| 369        | Тигрицкий                   | Минусинский      |                                                                                               |
| 370        | Тиличетский                 | Нижнеингашский   |                                                                                               |
| 371        | Тинский                     | Нижнеингашский   |                                                                                               |
| 372        | Тинский                     | Саянский         |                                                                                               |
| 373        | Тинской                     | Нижнеингашский   |                                                                                               |
| 374        | Толстихинский               | Уярский          |                                                                                               |
| 375        | Толстомысенский             | Новосёловский    |                                                                                               |
| 376        | Троицкий                    | Тасеевский       |                                                                                               |
| 377        | Тубинский                   | Краснотуранский  |                                                                                               |
| 378        | Тугачинский                 | Саянский         |                                                                                               |
| 379        | Тумаковский                 | Ирбейский        |                                                                                               |
| 380        | Туровский                   | Абанский         |                                                                                               |
| 381        | Туруханский                 | Туруханский      |                                                                                               |
| 382        | Тюльковский                 | Балахтинский     |                                                                                               |
| 383        | Удачинский                  | Большеулуйский   |                                                                                               |
| 384        | Уджейский                   | Каратузский      |                                                                                               |
| 385        | Унгутский                   | Манский          |                                                                                               |
| 386        | Унерский                    | Саянский         |                                                                                               |
| 387        | Уральский                   | Рыбинский        |                                                                                               |
| 388        | Успенский                   | Ирбейский        |                                                                                               |
| 389        | Успенский                   | Рыбинский        |                                                                                               |
| 390        | Усть-Каначульский           | Ирбейский        |                                                                                               |
| 391        | Усть-Кемский                | Енисейский       |                                                                                               |
| 392        | Усть-Питский                | Енисейский       |                                                                                               |
| 393        | Усть-Ярульский              | Ирбейский        |                                                                                               |
| 394        | Устьянский                  | Абанский         |                                                                                               |
| 395        | Устюгский                   | Емельяновский    |                                                                                               |
| 396        | Фаначетский                 | Тасеевский       |                                                                                               |
| 397        | Филимоновский               | Канский          |                                                                                               |
| 398        | Хандальский                 | Абанский         |                                                                                               |
| 399        | Хандальский                 | Тасеевский       |                                                                                               |
| 400        | Хребтовский                 | Богучанский      |                                                                                               |
| 401        | Центральный                 | Идринский        |                                                                                               |
| 402        | Чайковский                  | Боготольский     |                                                                                               |
| 403        | Чалбышевский                | Енисейский       |                                                                                               |
| 404        | Частоостровский             | Емельяновский    |                                                                                               |
| 405        | Черемушинский               | Каратузский      |                                                                                               |
| 406        | Черёмушкинский              | Балахтинский     |                                                                                               |
| 407        | Черемшанский                | Курагинский      |                                                                                               |
| 408        | Чечеульский                 | Канский          |                                                                                               |
| 409        | Чибижекский                 | Курагинский      |                                                                                               |
| 410        | Чистопольский               | Балахтинский     |                                                                                               |
| 411        | Чулымский                   | Новосёловский    |                                                                                               |
| 412        | Чуноярский                  | Богучанский      |                                                                                               |
| 413        | Чухломинский                | Ирбейский        |                                                                                               |
| 414        | Шадринский                  | Козульский       |                                                                                               |
| 415        | Шалинский                   | Манский          |                                                                                               |
| 416        | Шалоболинский               | Курагинский      |                                                                                               |
| 417        | Шапкинский                  | Енисейский       |                                                                                               |
| 418        | Шеломковский                | Дзержинский      |                                                                                               |
| 419        | Шиверский                   | Богучанский      |                                                                                               |
| 420        | Шилинский                   | Сухобузимский    |                                                                                               |
| 421        | Шошинский                   | Минусинский      |                                                                                               |
| 422        | Шуваевский                  | Емельяновский    |                                                                                               |
| 423        | Щетинкинский                | Курагинский      |                                                                                               |
| 424        | Элитовский                  | Емельяновский    |                                                                                               |
| 425        | Юдинский                    | Ирбейский        |                                                                                               |
| 426        | Южно-Александровский        | Иланский         |                                                                                               |
| 427        | Южно-Енисейский             | Мотыгинский      |                                                                                               |
| 428        | Юксеевский                  | Большемуртинский |                                                                                               |
| 429        | Юрьевский                   | Боготольский     |                                                                                               |
| 430        | Яркинский                   | Кежемский        |                                                                                               |
| 431        | Ярцевский                   | Енисейский       |                                                                                               |
| 432        | Ястребовский                | Ачинский         |                                                                                               |

#### Сельсоветы, упразднённые с 1989 до 1 января 2007 года
| №  | Сельсовет                 | Подчинение            | Комментарий                                                                   |
| -- | ------------------------- | --------------------- | ----------------------------------------------------------------------------- |
| 1  | Ашпанский                 | Ужурский район        | 1995: объединён с Локшинским сельсоветом                                      |
| 2  | Бакланихинский            | Туруханский район     | 2005: передан в межселенную территорию                                        |
| 3  | Бахтинский                | Туруханский район     | 2005: передан в межселенную территорию                                        |
| 4  | Бирилюсский               | Бирилюсский район     | 1989: объединён с Арефьевским сельсоветом                                     |
| 5  | Верещагинский             | Туруханский район     | 2005: передан в межселенную территорию                                        |
| 6  | Вознесенский              | Дзержинский район     | 1996: объединён с Александрово-Ершинским сельсоветом                          |
| 7  | Горошихинский             | Туруханский район     | 2005: передан в межселенную территорию                                        |
| 8  | Келлогский                | Туруханский район     | 2005: передан в межселенную территорию                                        |
| 9  | Костинский                | Туруханский район     | 2005: передан в межселенную территорию                                        |
| 10 | Курейский                 | Игарка, краевой город | 1996: упразднён согласно Закону об административно-территориальном устройстве |
| 11 | Напаринский               | Енисейский район      | 1995: объединён с Ярцевским сельсоветом                                       |
| 12 | Нижнебыстрянский          | Курагинский район     | 1992: объединён с Краснокаменским поссоветом                                  |
| 13 | Поначевский (Паначевский) | Курагинский район     | 1992: объединён с Большеирбинским поссоветом                                  |
| 14 | Рождественский            | Ирбейский район       | 1989: объединён с Ирбейским районом                                           |
| 15 | Серковский                | Туруханский район     | 2005: передан в межселенную территорию                                        |
| 16 | Совреченский              | Туруханский район     | 2005: передан в межселенную территорию                                        |
| 17 | Старокузурбинский         | Ужурский район        | 1995: объединён с Малоимышским сельсоветом                                    |
| 18 | Сургутихинский            | Туруханский район     | 2005: передан в межселенную территорию                                        |
| 19 | Фарковский                | Туруханский район     | 2005: передан в межселенную территорию                                        |

#### Переименованные сельсоветы
| № | Сельсовет        | Район           | Год  | Новое название    |
| - | ---------------- | --------------- | ---- | ----------------- |
| 1 | Восточный        | Краснотуранский | 2005 | Восточенский      |
| 2 | Краснозаводский  | Боготольский    | 2004 | Краснозаводской   |
| 3 | Межевский        | Саянский        | 2005 | Межовский         |
| 4 | Нижнетонайский   | Дзержинский     | 2005 | Нижнетанайский    |
| 5 | Новокежемский    | Кежемский       | 2005 | Ново-Кежемский    |
| 6 | Степнобаджейский | Манский         | 2004 | Степно-Баджейский |
| 7 | Степной          | Назаровский     | 2005 | Степновский       |
| 8 | Черёмушинский    | Балахтинский    | 2005 | Черёмушкинский    |
| 9 | Черемушкинский   | Каратузский     | 2005 | Черемушинский     |

#### Территориальные обмены с участием сельсоветов
В списке указаны в том числе случаи образования новых сельсоветов в результате разделения.
| №  | Поссовет / сельсовет           | Подчинение           | Год            | Территориальный обмен |
| -- | ------------------------------ | -------------------- | -------------- | --- |
| 1  | Атамановский сельсовет         | Сухобузимский район  | 2005           | п. Бузим передан в Сухобузимский сельсовет |
| 2  | Балахтинский поссовет          | Балахтинский район   | 1989           | выделен Красненский сельсовет |
| 3  | Богучанский сельсовет          | Богучанский район    | 2005           | д. Заимка передана в межселенную территорию |
| 4  | Большетелекский сельсовет      | Идринский район      | 1989           | выделен Курежский сельсовет |
| 5  | Большехабыкский сельсовет      | Идринский район      | 1996           | выделен Малохабыкский сельсовет |
| 6  | Вахрушевский сельсовет         | Тасеевский район     | 1992 2005      | д. (с.) Среднее передана (-о) в Троицкий сельсовет д. Мурма (Мурма 64) передана в Тасеевский сельсовет                                                                           |
| 7  | Верещагинский сельсовет        | Туруханский район    | 1990           | выделен Бакланихинский сельсовет |
| 8  | Верхнеуринский сельсовет       | Ирбейский район      | 1993           | выделен Чухломинский сельсовет (из Верхнеуринского и Тумаковского) |
| 9  | Вершино-Рыбинский сельсовет    | Партизанский район   | 1989           | д. Асафьевка передана в Кожелакский сельсовет |
| 10 | Веселовский сельсовет          | Тасеевский район     | 2005           | д. Щекатурово передана в Тасеевский сельсовет |
| 11 | Григорьевский сельсовет        | Ермаковский район    | 1989           | д. Чёрная Речка передана в Танзыбейский сельсовет д. Покровка передана в Танзыбейский сельсовет                                                                                  |
| 12 | Двуреченский сельсовет         | Рыбинский район      | 1989 2005      | выделен Красногорьевский сельсовет, д. Усть-Кандыга передана в Саянский поссовет п. Унерчик передан в Красногорьевский сельсовет                                                 |
| 13 | Еловский сельсовет             | Балахтинский район   | 2005           | п. Угольный передан в Тюльковский сельсовет |
| 14 | Есаульский сельсовет           | Берёзовский район    | 1994           | н.п. Новый Путь и не входивший в сельсоветы н.п. Додоново переданы в подчинение администрации г. Красноярска-26 (Железногорска)                                                  |
| 15 | Жеблахтинский сельсовет        | Ермаковский район    | 1989           | выделен Ивановский сельсовет |
| 16 | Ирбейский сельсовет            | Ирбейский район      | 1989           | выделен Изумрудновский сельсовет |
| 17 | Ирбинский сельсовет            | Кежемский район      | 1989           | выделен Имбинский сельсовет |
| 18 | Камарчагский сельсовет         | Манский район        | 2005           | п. Пинчино передан в Рощинский сельсовет Уярского района |
| 19 | Каратузский сельсовет          | Каратузский район    | 1989 2001      | выделен Лебедевский сельсовет д. Ключи передана в Лебедевский сельсовет |
| 20 | Кетский сельсовет              | Пировский район      | 1989           | выделен Чайдинский сельсовет |
| 21 | Кирсантьевский сельсовет       | Мотыгинский район    | 1991           | п. Устье передан в Машуковский сельсовет |
| 22 | Красногорьевский сельсовет     | Богучанский район    | 1991           | выделен Шиверский сельсовет |
| 23 | Кытатский сельсовет            | Большеулуйский район | 2004 2014      | п. Изыкчуль (2004) и Таежка (2014) переданы в Бобровский сельсовет |
| 24 | Лазурненский сельсовет         | Козульский район     | 2005           | п. Кедровый передан в городское поселение п. Козулька (пгт), д. Мальфино передана в Балахтонский сельсовет                                                                       |
| 25 | Манзенский сельсовет           | Богучанский район    | 1989           | выделен Нижнетерянский сельсовет |
| 26 | Марининский сельсовет          | Курагинский район    | 1989           | выделен Детловский сельсовет |
| 27 | Межевской сельсовет            | Саянский район       | 1990           | д. Благодатка передана в Унерский сельсовет |
| 28 | Мельничный сельсовет           | Ирбейский район      | 2005           | д. Стрелка передана в Благовещенский сельсовет |
| 29 | Мининский сельсовет            | Емельяновский район  | 2001           | п. Овинный включён черту г. Красноярска |
| 30 | Можарский сельсовет            | Курагинский район    | 2001           | д. Петропавловка передана в Черемшанский сельсовет |
| 31 | Моторский сельсовет            | Каратузский район    | 2005           | д. Средний Кужебар передана в Каратузский сельсовет |
| 32 | Муринский сельсовет            | Курагинский район    | 1992           | выделен Кочергинский сельсовет |
| 33 | Невонский сельсовет            | Богучанский район    | 1991           | д. Заимка передана в Богучанский сельсовет |
| 34 | Нижнетерянский сельсовет       | Богучанский район    | 2005           | д. Каменка передана в межселенную территорию |
| 35 | Огурский сельсовет             | Балахтинский район   | 1990           | д. Огоньки передана в Балахтинский поссовет |
| 36 | Ойский сельсовет               | Ермаковский район    | 1997           | выделен Салбинский сельсовет |
| 37 | Осиновомысский сельсовет       | Богучанский район    | 1989 2005      | выделен Такучетский сельсовет д. Прилуки передана в межселенную территорию |
| 38 | Погодаевский сельсовет         | Енисейский район     | 1995           | д. Шадрино передана в Усть-Кемский сельсовет |
| 39 | Подгорновский сельсовет        | Енисейский район     | 1995           | выделен Малобельский сельсовет д. Мариловцева передана в Малобельский сельсовет                                                                                                  |
| 40 | Потаповский сельсовет          | Енисейский район     | 2005           | д. Еркалово передана в Епишинский сельсовет |
| 41 | Прихолмский сельсовет          | Минусинский район    | 1991           | п. Суходол передан в Маломинусинский сельсовет |
| 42 | Рыбинский сельсовет            | Рыбинский район      | 1992           | д. Глубоково передана в Налобинский сельсовет |
| 43 | Солонцовский сельсовет         | Емельяновский район  | 1990 1993 2005 | с. Коркино (1990) и д. Бадалык (1993) включены в Советский район г. Красноярска, д. Песчанка (2005) передана в городской округ город Красноярск (краевой город)                  |
| 44 | Сушиновский сельсовет          | Уярский район        | 1989           | выделен Сухонойский сельсовет |
| 45 | Тесинский сельсовет            | Минусинский район    | 1991           | п. Жерлык передан в Шошинский сельсовет |
| 46 | Толстихинский сельсовет        | Уярский район        | 1989           | выделен Восточный сельсовет |
| 47 | Тумаковский сельсовет          | Ирбейский район      | 1991 1993 1995 | д. Подъянда передана в Чечеульский сельсовет Канского района выделен Чухломинский сельсовет (из Верхнеуринского и Тумаковского) д. Петропавловка-1 передана в Юдинский сельсовет |
| 48 | Хребтовский сельсовет          | Богучанский район    | 1991           | выделен Говорковский сельсовет |
| 49 | Частоостровский сельсовет      | Емельяновский район  | 1994           | д. Шивера передана в подчинение администрации г. Красноярска-26 (Железногорска)                                                                                                  |
| 50 | Черемшанский сельсовет         | Курагинский район    | 1998           | д. Петропавловка передана в Можарский сельсовет |
| 51 | Чечеульский сельсовет          | Канский район        | 1998 2005      | д. Подъянда передана в Амонашенский сельсовет п. Шахтинский передан в Сотниковский сельсовет                                                                                     |
| 52 | Юдинский сельсовет             | Ирбейский район      | 2005           | выделен Петропавловский сельсовет |
| 53 | Южно-Александровский сельсовет | Иланский район       | 2005           | д. Алгасы передана в городское поселение город Иланский (районный город) |
| 54 | Ярцевский сельсовет            | Енисейский район     | 1991 2005      | выделен Напаринский сельсовет д. Никулино передана в Кривлякский сельсовет |

#### Включение бывших посёлков городского типа в сельсоветы
Включение бывших посёлков городского типа в сельсоветы после 1989 года (года последней переписи в СССР).
| №  | Сельсовет          | Район            | Год  | Включённый бывший пгт (и, если есть, подчинявшиеся ему с.н.п.)                                   |
| -- | ------------------ | ---------------- | ---- | ------------------------------------------------------------------------------------------------ |
| 1  | Абанский           | Абанский         | 2007 | рп (1964—2007) Абан (преобразован в посёлок)                                                     |
| 2  | Новосёловский      | Новосёловский    | 1991 | рп (1962—1991) Новосёлово (преобразован в село)                                                  |
| 3  | Новочернореченский | Козульский       | 2019 | пгт (1949—2019, до 2014 рп) Новочернореченский (преобразован в посёлок и передан в сельсовет)    |
| 4  | Октябрьский        | Богучанский      | 2005 | рп (1979—2005) Октябрьский (преобразован в посёлок), д. Малеево                                  |
| 5  | памяти 13 Борцов   | Емельяновский    | 2014 | рп (1928—2014) Памяти 13 Борцов (преобразован в посёлок), д. Малый Кемчуг                        |
| 6  | Поканаевский       | Нижнеингашский   | 2014 | рп (1965—2014) Поканаевка (преобразован в посёлок), п. Кедровый, Сосновка, Южная Тунгуска        |
| 7  | Предивинский       | Большемуртинский | 2014 | рп (1932—2014) Предивинск (преобразован в посёлок), с. Козьмо-Демьяновка, д. Покровка, Троицкое  |
| 8  | Рассветовский      | Бирилюсский      | 2012 | рп (1965—2012) Рассвет, п. Ганина Гарь, Кемчуг, Мендельский                                      |
| 9  | Светлогорский      | Туруханский      | 2014 | рп (1978—2014) Светлогорск (преобразован в посёлок)                                              |
| 10 | Таёженский         | Канский          | 2003 | рп (1949—2003) Таёжный (преобразован в село с переименованием в Таёжное)                         |
| 11 | Таёжнинский        | Богучанский      | 2005 | рп (1964—2005) Таёжный (преобразован в посёлок), с. Карабула                                     |
| 12 | Тинской            | Нижнеингашский   | 2014 | рп (1961—2014) Тинской (варианты названия: Тинский; преобразован в посёлок)                      |
| 13 | Уральский          | Рыбинский        | 2014 | рп (1964—2014) Урал (преобразован в посёлок)                                                     |
| 14 | Филимоновский      | Канский          | 2004 | рп (1949—2004) Филимоново (преобразован в село), с. Бережки, Крутая Горка, Левобережное, Польное |
| 15 | Чибижекский        | Курагинский      | 2004 | рп (1941—2012) Чибижек (преобразован в посёлок)                                                  |
| 16 | Южно-Енисейский    | Мотыгинский      | 2014 | рп (1928—2014) Южно-Енисейск (преобразован в посёлок), п. Кировский                              |